# Pieza deresistans
Pieza deresistans is een vliegensoort uit de familie van de Mythicomyiidae. De wetenschappelijke naam van de soort is voor het eerst geldig gepubliceerd in 2002 door Evenhuis.